# Bis deine Knochen verrotten
Bis deine Knochen verrotten (jap. 骨が腐るまで, Hone ga Kusaru Made) ist ein Mangaserie von Yae Utsumi, die von 2016 bis 2018 in Japan erschien.

## Inhalt
Im Alter von elf Jahren haben die Schüler Shintaro Nakamura, Tsubaki Toyoshima, Ryu Nimaido, Akira Kanzaki und Haruka Nagase einen Mann getötet. Sie haben seine Leiche auf einem Berg vergraben und treffen sich seitdem jährlich, um sich gegenseitig Stillschweigen über die Tat zu schwören und zu kontrollieren, wie der Leichnam verwest ist. Fünf Jahre später ist nur noch das Skelett geblieben. So mancher Mitschüler der fünf wundert sich, warum die so unterschiedlichen Jugendlichen oft zusammen sind. Akira und Tsubaki sind intelligente und beliebte Oberschüler, Ryu ein berüchtigter Schläger und Haruka kennt eine Menge gemeiner Tricks. Der unauffällige Shintaro passt am wenigsten in die Gruppe und so wird er als erster gefragt, warum er sich mit den anderen  trifft. Nachdem er sich noch herausreden kann, muss Shintaro zusammen mit den anderen erfahren, dass die Reste ihres Opfers verschwunden sind. Ein Erpresser nimmt mit ihnen Kontakt auf und fordert, dass sie ihm beim Zerlegen einer Leiche helfen. Sie akzeptieren die Forderung, bringen sich dabei aber in immer größere Schwierigkeiten und der Zusammenhalt in der Gruppe wird auf die Probe gestellt.

## Veröffentlichung
Der Manga wurde von April 2016 bis April 2018 im Magazin Manga Box von Kodansha veröffentlicht. Der Verlag brachte die Kapitel auch in sieben Sammelbänden heraus. Diese verkauften sich jeweils über 15.000-mal.
Eine deutsche Übersetzung der Serie erschien von April 2018 bis April 2019 bei Altraverse mit allen sieben Bänden. Kodansha selbst brachte eine englische Übersetzung heraus.